# Aage V. Jørgensen
Aage Vilhelm Jørgensen (25. november 1892 i København – 23. juni 1984) var en dansk direktør og konsul.
Han var søn af maskinmester i DFDS Vilhelm Jørgensen (død 1929) og hustru Marie Jørgensen (død 1940), indtrådte i A/S Det Østasiatiske Kompagni 1908, var ansat ved kompagniets oversøiske filialer 1917-46 og var direktør for Dansk Sojakagefabrik A/S fra 1947 til 1957.
Jørgensen var også dansk konsul i Harbin, Manchuriet 1936-46, medlem af Industrirådet fra 1947, medlem af bestyrelsen for Olaf H. Smith A/S, A/S Aalborg Margarinefabrik, Petersen & Jensen A/S, Svendborg, Fabriksaktiebolaget Victoria, Helsingborg, Finska Margarinfabriken A/B, Helsingfors, Clyde Oil Extraction, Ltd., Glasgow og Stettiner Oelwerke in Hamburg A.G. i Hamborg samt Dansk-Kinesisk Forening. Han var Ridder af Dannebrogordenen og bar Vasaordenen.
Jørgensen blev gift 24. august 1933 med operasangerinde Kirsten Johanne Engquist (18. august 1903 i New York - ?), datter af civilingeniør Hans August Engquist (død 1921) og hustru Frederikke Lovise født Holm.